# Hamburger Sport-Verein 1971-1972
Questa voce raccoglie le informazioni riguardanti l'Hamburger Sport-Verein nelle competizioni ufficiali della stagione 1971-1972.

## Stagione
Nella stagione 1971-1972 l'Amburgo, allenato da Klaus-Dieter Ochs, concluse il campionato di Bundesliga al 10º posto. In Coppa di Germania l'Amburgo fu eliminato agli ottavi di finale dal Werder Brema. In Coppa UEFA l'Amburgo fu eliminato al primo turno dal St. Johnstone.

## Rosa
| N. |                      | Ruolo | Calciatore            |
| -- | -------------------- | ----- | --------------------- |
|    | Turchia (bandiera)   | P     | Özcan Arkoç           |
|    | Germania (bandiera)  | P     | Rudolf Kargus         |
|    | Germania (bandiera)  | D     | Heinz Bonn            |
|    | Germania (bandiera)  | D     | Manfred Kaltz         |
|    | Germania (bandiera)  | D     | Jürgen Kurbjuhn       |
|    | Germania (bandiera)  | D     | Hans-Jürgen Ripp      |
|    | Germania (bandiera)  | D     | Helmut Sandmann       |
|    | Germania (bandiera)  | D     | Willi Schulz          |
|    | Danimarca (bandiera) | C     | Ole Bjørnmose         |
|    | Germania (bandiera)  | C     | Hans-Jürgen Hellfritz |
|    | Germania (bandiera)  | C     | Franz-Josef Hönig     |

| N. |                     | Ruolo | Calciatore          |
| -- | ------------------- | ----- | ------------------- |
|    | Germania (bandiera) | C     | Claus-Dieter Kröger |
|    | Germania (bandiera) | C     | Caspar Memering     |
|    | Germania (bandiera) | C     | Peter Nogly         |
|    | Germania (bandiera) | C     | Klaus Zaczyk        |
|    | Germania (bandiera) | A     | Charly Dörfel       |
|    | Germania (bandiera) | A     | Jürgen Dringelstein |
|    | Germania (bandiera) | A     | Peter Lübeke        |
|    | Germania (bandiera) | A     | Uwe Seeler          |
|    | Germania (bandiera) | A     | Günter Selke        |
|    | Germania (bandiera) | A     | Georg Volkert       |
|    | Germania (bandiera) | A     | Klaus Winkler       |

## Organigramma societario
Area tecnica
- Allenatore: Klaus-Dieter Ochs
- Allenatore in seconda:
- Preparatore dei portieri:
- Preparatori atletici:

## Calciomercato

### Sessione estiva
| Acquisti | Acquisti      | Acquisti           | Acquisti |
| R.       | Nome          | da                 | Modalità |
| -------- | ------------- | ------------------ | -------- |
| C        | Ole Bjørnmose | Werder Brema       |          |
| D        | Manfred Kaltz | Amburgo (juniores) |          |
| A        | Georg Volkert | Zurigo             |          |
| A        | Klaus Winkler | Kickers Offenbach  |          |

| Cessioni | Cessioni            | Cessioni            | Cessioni |
| R.       | Nome                | a                   | Modalità |
| -------- | ------------------- | ------------------- | -------- |
| A        | Siegfried Beyer     | St. Pauli           |          |
| A        | Hans-Peter Gummlich | SC Union 03 Altona  |          |
| C        | Wolfgang Kampf      | Phönix Lubecca      |          |
| A        | Gerd Klier          | Magonza             |          |
| D        | Hans-Werner Kremer  | Röchling Völklingen |          |
| A        | Robert Pötzschke    | Röchling Völklingen |          |
| C        | Hans Schulz         | Fortuna Düsseldorf  |          |
| C        | Walter Volkert      | Barmbek-Uhlenhorst  |          |

### Sessione invernale
| Acquisti | Acquisti | Acquisti | Acquisti |
| R.       | Nome     | da       | Modalità |
| -------- | -------- | -------- | -------- |

| Cessioni | Cessioni | Cessioni | Cessioni |
| R.       | Nome     | a        | Modalità |
| -------- | -------- | -------- | -------- |

## Risultati

### Bundesliga

#### Girone di andata
| Arbitro: | Weyland |

|                                                    |           |                |
| Seeler 15’, 68’ Bjørnmose 58’ Nogly 72’ Zaczyk 77’ | Marcatori | 52’ Hölzenbein |

| Arbitro: | Fuchs |

|            |           |           |
| Bücker 57’ | Marcatori | 2’ Seeler |

| Arbitro: | Seiler |

|  |           |            |
|  | Marcatori | 26’ Scheer |

| Düsseldorf 1º settembre 1971, ore 20:00 CET 4ª giornata | Fortuna Düsseldorf | 0 – 0 referto | Amburgo | Flinger Broich (22 000 spett.)\| Arbitro: \| Wengenmayer \| |
| Arbitro:                                                | Wengenmayer        |               |         |                                                             |

| Arbitro: | Eschweiler |

|             |           |                            |
| Volkert 33’ | Marcatori | 51’ Varga 82’ Steffenhagen |

| Arbitro: | Regely |

|            |           |           |
| Bründl 24’ | Marcatori | 39’ Nogly |

| Arbitro: | Betz |

|                                     |           |  |
| Bjørnmose 6’ Volkert 33’ Zaczyk 72’ | Marcatori |  |

| Arbitro: | Aldinger |

|            |           |  |
| Netzer 75’ | Marcatori |  |

| Arbitro: | Wichmann |

|                                         |           |  |
| Seeler 12’, 26’ Bjørnmose 23’ Kaltz 45’ | Marcatori |  |

| Arbitro: | Wengenmayer |

|                  |           |                      |
| Brücken 24’, 85’ | Marcatori | 51’ Seeler 81’ Hönig |

| Arbitro: | Frickel |

|                               |           |                      |
| Seeler 68’, 71’ Bjørnmose 82’ | Marcatori | 5’ Walitza 13’ Balte |

| Arbitro: | Quindeau |

|  |           |                                        |
|  | Marcatori | 44’ Hönig 64’ (rig.) Nogly 66’ Volkert |

| Arbitro: | Weyland |

|            |           |                               |
| Zaczyk 86’ | Marcatori | 49’, 52’, 63’ Müller 84’ Roth |

| Arbitro: | Hillebrand |

|                        |           |                                   |
| Keller 60’ Bandura 62’ | Marcatori | 71’ Bjørnmose 80’ Nogly 83’ Hönig |

| Arbitro: | Linn |

|                           |           |                                               |
| Wunder 12’ Rettkowski 18’ | Marcatori | 65’ Bjørnmose 78’ (rig.) Kaltz 82’, 87’ Hönig |

| Arbitro: | Eschweiler |

|                        |           |           |
| Volkert 61’ Zaczyk 70’ | Marcatori | 86’ Weist |

| Arbitro: | Pfleiderer |

|                    |           |  |
| Rupp 62’, 71’, 77’ | Marcatori |  |

#### Girone di ritorno
| Arbitro: | Schröck |

|                                           |           |  |
| Nickel 5’ Weidle 47’ Parits 63’ Heese 86’ | Marcatori |  |

| Amburgo 29 gennaio 1972, ore 15:30 CET 19ª giornata | Amburgo | 0 – 0 referto | Borussia Dortmund | Volksparkstadion (7 000 spett.)\| Arbitro: \| Betz \| |
| Arbitro:                                            | Betz    |               |                   |                                                       |

| Arbitro: | Tschenscher |

|                             |           |  |
| Scheer 44’, 84’ Kremers 63’ | Marcatori |  |

| Arbitro: | Riegg |

|                           |           |                         |
| Seeler 10’, 23’ Hönig 12’ | Marcatori | 14’ Geye 47’, 67’ Budde |

| Arbitro: | Hillebrand |

|              |           |  |
| Beer 5’, 60’ | Marcatori |  |

| Arbitro: | Hilker |

|                            |           |               |
| Lübeke 6’, 48’ Winkler 13’ | Marcatori | 83’ Gersdorff |

| Arbitro: | Frickel |

|              |           |  |
| Kliemann 29’ | Marcatori |  |

| Arbitro: | Betz |

|            |           |  |
| Seeler 25’ | Marcatori |  |

| Arbitro: | Fork |

|                     |           |               |
| Fuchs 56’ Hošić 87’ | Marcatori | 67’ Bjørnmose |

| Arbitro: | Heckeroth |

|            |           |  |
| Lübeke 88’ | Marcatori |  |

| Arbitro: | Geng |

|                        |           |              |
| Hartl 26’ Etterich 30’ | Marcatori | 23’ Memering |

| Arbitro: | Wichmann |

|            |           |                       |
| Lübeke 74’ | Marcatori | 41’ Frank 71’ Coordes |

| Arbitro: | Kindervater |

|                                           |           |                                 |
| Müller 4’, 41’ Hoeneß 12’ Roth 90’ (rig.) | Marcatori | 24’ Kaltz 37’ Hönig 55’ Winkler |

| Arbitro: | Burgers |

|                          |           |  |
| Zaczyk 33’ Bjørnmose 67’ | Marcatori |  |

| Arbitro: | Zühlke |

|                         |           |  |
| Bjørnmose 72’ Kaltz 78’ | Marcatori |  |

| Arbitro: | Overberg |

|                                                        |           |  |
| Höttges 16’ (rig.), 44’ (rig.) Neuberger 47’ Weist 52’ | Marcatori |  |

| Arbitro: | Wohlfarth |

|           |           |                 |
| Nogly 30’ | Marcatori | 65’ (rig.) Löhr |

### Coppa di Germania
| Arbitro: | Fuchs |

|             |           |                          |
| Siebert 86’ | Marcatori | 68’ Seeler 83’ Bjørnmose |

| Arbitro: | Zuchantke |

|                          |           |                  |
| Bjørnmose 57’ Seeler 74’ | Marcatori | 19’, 23’ Mießmer |

| Arbitro: | Hennig |

|                                                  |           |                 |
| Kamp 35’ Neuberger 40’ Hasebrink 61’ Höttges 86’ | Marcatori | 19’, 39’ Zaczyk |

| Arbitro: | Weyland |

|            |           |  |
| Seeler 77’ | Marcatori |  |

### Coppa UEFA
| Arbitro: | Saldanha |

|                 |           |             |
| Zaczyk 11’, 79’ | Marcatori | 53’ Pearson |

| Arbitro: | Kamber |

|                                   |           |  |
| Hall 15’ Pearson 62’ Whitelaw 77’ | Marcatori |  |

## Statistiche

### Statistiche di squadra
| Competizione      | Punti | In casa | In casa | In casa | In casa | In casa | In casa | In trasferta | In trasferta | In trasferta | In trasferta | In trasferta | In trasferta | Totale | Totale | Totale | Totale | Totale | Totale | DR |
| Competizione      | Punti | G       | V       | N       | P       | Gf      | Gs      | G            | V            | N            | P            | Gf           | Gs           | G      | V      | N      | P      | Gf     | Gs     | DR |
| ----------------- | ----- | ------- | ------- | ------- | ------- | ------- | ------- | ------------ | ------------ | ------------ | ------------ | ------------ | ------------ | ------ | ------ | ------ | ------ | ------ | ------ | -- |
| Bundesliga        | 33    | 17      | 10      | 3       | 4       | 33      | 18      | 17           | 3            | 4            | 10           | 19           | 34           | 34     | 13     | 7      | 14     | 52     | 52     | 0  |
| Coppa di Germania | -     | 2       | 1       | 1       | 0       | 3       | 2       | 2            | 1            | 0            | 1            | 4            | 5            | 4      | 2      | 1      | 1      | 7      | 7      | 0  |
| Coppa UEFA        | -     | 1       | 1       | 0       | 0       | 2       | 1       | 1            | 0            | 0            | 1            | 0            | 3            | 2      | 1      | 0      | 1      | 2      | 4      | -2 |
| Totale            | 33    | 20      | 12      | 4       | 4       | 38      | 21      | 20           | 4            | 4            | 12           | 23           | 42           | 40     | 16     | 8      | 16     | 61     | 63     | -2 |

### Andamento in campionato
| Giornata  | 1 | 2 | 3 | 4 | 5  | 6  | 7 | 8  | 9 | 10 | 11 | 12 | 13 | 14 | 15 | 16 | 17 | 18 | 19 | 20 | 21 | 22 | 23 | 24 | 25 | 26 | 27 | 28 | 29 | 30 | 31 | 32 | 33 | 34 |
| --------- | - | - | - | - | -- | -- | - | -- | - | -- | -- | -- | -- | -- | -- | -- | -- | -- | -- | -- | -- | -- | -- | -- | -- | -- | -- | -- | -- | -- | -- | -- | -- | -- |
| Luogo     | C | T | C | T | C  | T  | C | T  | C | T  | C  | T  | C  | T  | T  | C  | T  | T  | C  | T  | C  | T  | C  | T  | C  | T  | C  | T  | C  | T  | C  | C  | T  | C  |
| Risultato | V | N | P | N | P  | N  | V | P  | V | N  | V  | V  | P  | V  | V  | V  | P  | P  | N  | P  | N  | P  | V  | P  | V  | P  | V  | P  | P  | P  | V  | V  | P  | N  |
| Posizione | 1 | 3 | 8 | 6 | 11 | 11 | 9 | 10 | 9 | 7  | 6  | 5  | 7  | 6  | 6  | 4  | 5  | 7  | 7  | 9  | 8  | 9  | 8  | 9  | 8  | 8  | 8  | 8  | 10 | 10 | 10 | 9  | 9  | 10 |

Legenda:

Luogo: C = Casa; T = Trasferta. Risultato: V = Vittoria; N = Pareggio; P = Sconfitta.

### Statistiche dei giocatori
| Giocatore       | Bundesliga | Bundesliga | Bundesliga  | Bundesliga | Coppa di Germania | Coppa di Germania | Coppa di Germania | Coppa di Germania | Coppa UEFA | Coppa UEFA | Coppa UEFA  | Coppa UEFA | Totale   | Totale | Totale      | Totale     |
| Giocatore       | Presenze   | Reti       | Ammonizioni | Espulsioni | Presenze          | Reti              | Ammonizioni       | Espulsioni        | Presenze   | Reti       | Ammonizioni | Espulsioni | Presenze | Reti   | Ammonizioni | Espulsioni |
| --------------- | ---------- | ---------- | ----------- | ---------- | ----------------- | ----------------- | ----------------- | ----------------- | ---------- | ---------- | ----------- | ---------- | -------- | ------ | ----------- | ---------- |
| Ö. Arkoç        | 20         | 0          | 0           | 0          | 3                 | 0                 | 0                 | 0                 | 2          | 0          | 0           | 0          | 25       | 0      | 0           | 0          |
| O. Bjørnmose    | 33         | 9          | 0           | 0          | 4                 | 2                 | 0                 | 0                 | 2          | 0          | 0           | 0          | 39       | 11     | 0           | 0          |
| H. Bonn         | 0          | 0          | 0           | 0          | 0                 | 0                 | 0                 | 0                 | 0          | 0          | 0           | 0          | 0        | 0      | 0           | 0          |
| J. Dringelstein | 0          | 0          | 0           | 0          | 0                 | 0                 | 0                 | 0                 | 0          | 0          | 0           | 0          | 0        | 0      | 0           | 0          |
| C. Dörfel       | 4          | 0          | 0           | 0          | 1                 | 0                 | 0                 | 0                 | 0          | 0          | 0           | 0          | 5        | 0      | 0           | 0          |
| K. Eigl         | 0          | 0          | 0           | 0          | 0                 | 0                 | 0                 | 0                 | 0          | 0          | 0           | 0          | 0        | 0      | 0           | 0          |
| H. Haltenhof    | 0          | 0          | 0           | 0          | 0                 | 0                 | 0                 | 0                 | 0          | 0          | 0           | 0          | 0        | 0      | 0           | 0          |
| H. Hellfritz    | 14         | 0          | 0           | 0          | 3                 | 0                 | 0                 | 0                 | 1          | 0          | 0           | 0          | 18       | 0      | 0           | 0          |
| P. Hidien       | 0          | 0          | 0           | 0          | 0                 | 0                 | 0                 | 0                 | 0          | 0          | 0           | 0          | 0        | 0      | 0           | 0          |
| D. Hochheimer   | 0          | 0          | 0           | 0          | 0                 | 0                 | 0                 | 0                 | 0          | 0          | 0           | 0          | 0        | 0      | 0           | 0          |
| F. Hönig        | 31         | 7          | 0           | 0          | 3                 | 0                 | 0                 | 0                 | 1          | 0          | 0           | 0          | 35       | 7      | 0           | 0          |
| M. Kaltz        | 32         | 4          | 0           | 0          | 4                 | 0                 | 0                 | 0                 | 1          | 0          | 0           | 0          | 37       | 4      | 0           | 0          |
| R. Kargus       | 14         | 0          | 0           | 0          | 1                 | 0                 | 0                 | 0                 | 1          | 0          | 0           | 0          | 16       | 0      | 0           | 0          |
| W. Krause       | 0          | 0          | 0           | 0          | 0                 | 0                 | 0                 | 0                 | 0          | 0          | 0           | 0          | 0        | 0      | 0           | 0          |
| P. Krobbach     | 0          | 0          | 0           | 0          | 0                 | 0                 | 0                 | 0                 | 0          | 0          | 0           | 0          | 0        | 0      | 0           | 0          |
| C. Kröger       | 4          | 0          | 0           | 0          | 1                 | 0                 | 0                 | 0                 | 0          | 0          | 0           | 0          | 5        | 0      | 0           | 0          |
| J. Kurbjuhn     | 12         | 0          | 0           | 0          | 0                 | 0                 | 0                 | 0                 | 2          | 0          | 1           | 0          | 14       | 0      | 1           | 0          |
| P. Lübeke       | 11         | 4          | 0           | 0          | 1                 | 0                 | 0                 | 0                 | 0          | 0          | 0           | 0          | 12       | 4      | 0           | 0          |
| J. Martin       | 0          | 0          | 0           | 0          | 0                 | 0                 | 0                 | 0                 | 0          | 0          | 0           | 0          | 0        | 0      | 0           | 0          |
| C. Memering     | 23         | 1          | 0           | 0          | 3                 | 0                 | 0                 | 0                 | 0          | 0          | 0           | 0          | 26       | 1      | 0           | 0          |
| E. Nobs         | 0          | 0          | 0           | 0          | 0                 | 0                 | 0                 | 0                 | 0          | 0          | 0           | 0          | 0        | 0      | 0           | 0          |
| P. Nogly        | 28         | 5          | 0           | 0          | 0                 | 0                 | 0                 | 0                 | 2          | 0          | 0           | 0          | 30       | 5      | 0           | 0          |
| S. Riemann      | 0          | 0          | 0           | 0          | 0                 | 0                 | 0                 | 0                 | 0          | 0          | 0           | 0          | 0        | 0      | 0           | 0          |
| H. Ripp         | 23         | 0          | 0           | 0          | 2                 | 0                 | 0                 | 0                 | 2          | 0          | 0           | 0          | 27       | 0      | 0           | 0          |
| H. Sandmann     | 14         | 0          | 0           | 0          | 2                 | 0                 | 0                 | 0                 | 2          | 0          | 0           | 0          | 18       | 0      | 0           | 0          |
| W. Schulz       | 31         | 0          | 0           | 0          | 4                 | 0                 | 0                 | 0                 | 1          | 0          | 0           | 0          | 36       | 0      | 0           | 0          |
| U. Seeler       | 26         | 11         | 0           | 0          | 4                 | 3                 | 0                 | 0                 | 1          | 0          | 0           | 0          | 31       | 14     | 0           | 0          |
| G. Selke        | 2          | 0          | 0           | 0          | 0                 | 0                 | 0                 | 0                 | 0          | 0          | 0           | 0          | 2        | 0      | 0           | 0          |
| G. Volkert      | 31         | 4          | 0           | 0          | 4                 | 0                 | 0                 | 0                 | 1          | 0          | 1           | 0          | 36       | 4      | 1           | 0          |
| K. Winkler      | 22         | 2          | 0           | 0          | 4                 | 0                 | 0                 | 0                 | 2          | 0          | 0           | 0          | 28       | 2      | 0           | 0          |
| K. Zaczyk       | 32         | 5          | 0           | 0          | 3                 | 2                 | 0                 | 0                 | 2          | 2          | 0           | 0          | 37       | 9      | 0           | 0          |